# Romance of Erin
Romance of Erin est un film muet américain réalisé par Reginald Barker et sorti en 1913.

## Fiche technique
- Titre : Romance of Erin
- Réalisation : Reginald Barker
- Scénario : William H. Clifford, d'après son histoire
- Pays de production :  États-Unis
- Langue : Anglais
- Date de sortie : 
  - États-Unis : 16 octobre 1913

## Distribution
- Dorothy Davenport : Molly